# Chock Nock
Chock Nock, född 13 mars 2014 i Danmark, död 23 mars 2022, var en dansk varmblodig travhäst, mest känd för att ha segrat i Danskt Travderby (2018).

## Bakgrund
Chock Nock var en brun valack efter S.J.'s Photo och under Flicka Tröjborg (efter Earthquake). Han föddes upp av Dorthe Christensen ApS och ägdes av Stald Søndergaard. Han tränades och kördes under tävlingskarriären av Steen Juul, verksam vid Charlottenlund Travbane utanför Köpenhamn.
Chock Nock tävlade mellan 2017 och 2022, och sprang in 811 408 danska kronor på 58 starter varav 9 segrar, 3 andraplatser och 8 tredjeplatser. Han tog karriärens största seger i Danskt Travderby (2018), då han kördes av Björn Goop.
Chock Nock avlivades efter en skada den 23 mars 2022.